# Lipstu soo
Lipstu soo är ett träsk i Estland.   Det ligger i landskapet Raplamaa, i den västra delen av landet, 50 km söder om huvudstaden Tallinn.